# Pontonage
Le droit de pontonage (variante orthographique : pontonnage) était sous l'Ancien Régime un droit seigneurial « dû par ceux qui traversent une rivière, dans un bac ou sur un pont » (selon Littré). Par suite, le pontonnier était initialement, en première acception et toujours selon Littré, « celui qui perçoit le droit de pontonage ».
L'usage prépondérant est désormais de donner au mot « pontonnier » sa seconde acception : « soldat employé à la construction des ponts militaires ». En revanche, le mot « pontonage » ne semble pas avoir connu de seconde définition du moins en France, de sorte que son utilisation au sens approximatif de « travaux de construction ou de consolidation d'un pont » peut être considérée comme un néologisme.

## Sources et références
Sources
- Émile Littré, Dictionnaire de la langue française, édition de 1996 p. 4842 (tome 5).
- Larive et Fleury (d) , Dictionnaire français des mots et des choses, édition de 1894, tome 3 p 11.

Références
1. ↑  L'orthographe, indiquée par les deux ouvrages cités en référence, donne pontonage avec un seul « n », et pontonnier avec deux. L'orthographe du second mot semble immuable. En revanche, la variante sur le premier mot est mal documentée, et donne lieu à des incohérences : par exemple, une page de Gallica a pour titre moderne Arrêt du conseil d'État qui supprime les droits de pontonnage… alors que le texte de l'arrêt, datant de 1736, écrit « pontonage ».
2. ↑  Une recherche détaillée (voir par exemple ici) pourrait laisser supposer que cette définition « moderne » a cours en Suisse. On constatera en tout cas que, sur le site indiqué, le mot a son sens médiéval dans les pages françaises, alors que dans les pages suisses il désigne des travaux de terrassement.